# Kowszowo
Kowszowo (biał. Каўшова; ros. Ковшово) – wieś na Białorusi, w obwodzie grodzieńskim, w rejonie mostowskim, w sielsowiecie Dubno, nad Niemnem.

## Historia
Dawniej miejscowość nosiła nazwę Kapieczowo. W Rzeczypospolitej Obojga Narodów wieś i dobra należały do ekonomii grodzieńskiej. W latach 1921–1939 wieś i folwark leżał w Polsce, w województwie białostockim, w powiecie grodzieńskim, w gminie Skidel. Według Powszechnego Spisu Ludności z 1921 roku zamieszkiwało tu 215 osób, wszystkie były wyznania prawosławnego. Jednocześnie 214 mieszkańców zadeklarowało polską przynależność narodową a 1 inną. Było tu 36 budynków mieszkalnych.
Miejscowości należały do parafii prawosławnej w Skidlu i rzymskokatolickiej w Kaszubińcach. Podlegała pod Sąd Grodzki w Skidlu i Okręgowy w Grodnie; właściwy urząd pocztowy mieścił się w Skidlu.
W wyniku napaści ZSRR na Polskę we wrześniu 1939 miejscowość znalazła się pod okupacją sowiecką. 2 listopada została włączona do Białoruskiej SRR. 4 grudnia 1939 włączona do nowo utworzonego obwodu białostockiego. Od czerwca 1941 roku pod okupacją niemiecką. 22 lipca 1941 r. włączona w skład okręgu białostockiego III Rzeszy. W 1944 miejscowość została ponownie zajęta przez wojska sowieckie i włączona do obwodu grodzieńskiego Białoruskiej SRR.
Od 1991 wchodzi w skład Białorusi.